# Emil Münsterberg

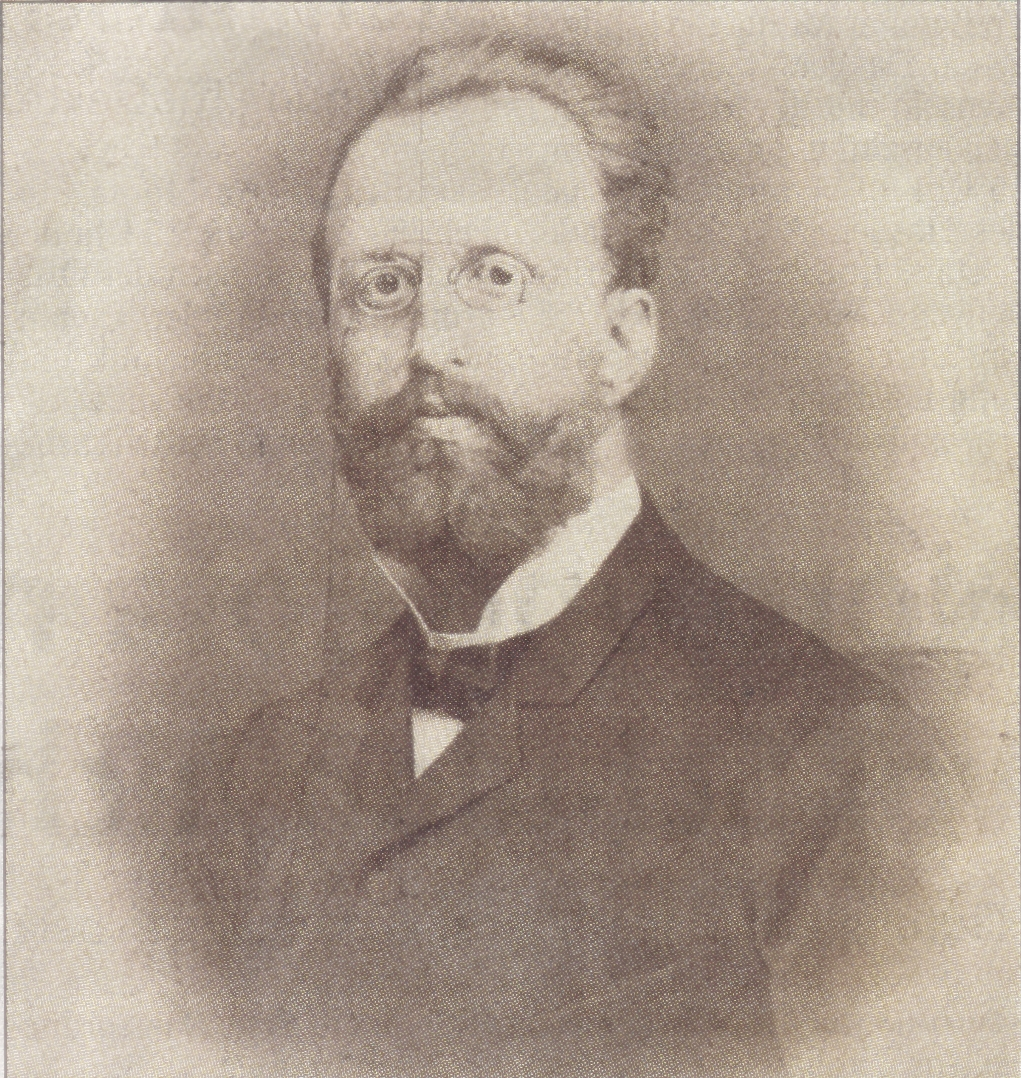
Emil Münsterberg

Emil Münsterberg (geboren 13. Juli 1855 in Danzig, Preußen; gestorben 25. Januar 1911 in Berlin) war der bedeutendste Armutswissenschaftler im deutschen Kaiserreich.

## Leben
Emil Münsterberg war ein Sohn des Holzkaufmanns Moritz Münsterberg (1825–1880) und der Rosalie Bernhardy. Unter seinen Geschwistern waren der Holzkaufmann und Abgeordnete Otto Münsterberg (1854–1915), der Psychologe Hugo Münsterberg (1863–1916) und der Druckereibesitzer Oskar Münsterberg (1865–1920).
Münsterberg studierte Rechtswissenschaften in Berlin, Göttingen, Leipzig und Zürich. 1882 wurde er Assessor in der Berliner Armendirektion für Fragen der Armenstatistik. Bei Gustav von Schmoller erlangte er 1886 die Promotion mit dem Thema „Die deutsche Armengesetzgebung“ (1887).
Bis 1890 war er Amtsrichter in Menden in Westfalen. Im Jahre 1890 wurde er Bürgermeister in Iserlohn. Die Tätigkeit, die er dort auf dem Gebiet des Armenwesens entfaltete, veranlasste den Senat von Hamburg, ihn mit der Reorganisation des Armenwesens zu beauftragen. Dieses sollte nach der Choleraepidemie von 1892 völlig neu gestaltet werden.
1896 siedelte er nach Berlin über. Dort nahm er zunächst eine wissenschaftliche Tätigkeit auf. In Berlin gründete er die Zentralstelle für Wohltätigkeit. Zum unbesoldeten Stadtrat in Berlin wurde er 1898 gewählt. Ihm wurde die Leitung des städtischen Armenwesens übertragen. 1901 trat er als besoldeter Stadtrat an die Spitze der Berliner Armendirektion.
Diese reorganisierte er und bemühte sich, die pflegerische Tätigkeit sowie die gesundheitliche Fürsorge durch die Armenverwaltung auszubauen und Frauen zur Armenpflege heranzuziehen. Von 1892 bis 1911 verrichtete er die Aufgabe des Schriftführers und Vorstandsmitglieds im Deutschen Verein für Armenpflege und Wohltätigkeit. Am 13. Januar 1911 wurde er zu dessen Vorsitzenden gewählt.
Münsterberg war nicht nur der bedeutendste Armutswissenschaftler und -praktiker im deutschen Kaiserreich, er knüpfte auch zahlreiche Kontakte zum Ausland, insbesondere zu englischen und amerikanischen Sozialreformern.
Emil Münsterberg starb in der Nacht vom 24. auf den 25. Januar 1911 in Berlin.

## Werke
- Die deutsche Armengesetzgebung und das Material zu ihrer Reform. Leipzig 1887.
- Zentralstellen für Armenpflege und Wohltätigkeit. Jena 1897.
- Das ausländische Armenwesen. Übersicht über die neueren Bestrebungen auf dem Gebiet der Armenpflege in den für uns wichtigsten Staaten des Auslands. Leipzig 1901 und 1906.
- Das Elberfelder System. In: Schriften des deutschen Vereins für Armenpflege und Wohltätigkeit. Heft 63, Leipzig 1903.